# Урс д’Абето
Урс д’Абето (англ. Urse d’Abetot; около 1040 — 1108) — англо-нормандский землевладелец и администратор, шериф Вустершира примерно с 1069 года. По происхождению Урс был мелким нормандским землевладельцем, вассалом сеньоров Танкарвиля. После нормандского завоевания он перебрался в Англию, получив там обширные владения. В 1086 году Урс был главным арендатором в Херефордшире, Глостершире, Уорикшире и Вустершире, а также субарендатором в Дорсете, Оксфордшире и Уилтшире. Кроме того, Вильгельм I Завоеватель назначил его шерифом Вустершира; эту должность Урс удерживал до самой смерти. Он построил Вустерский замок, помог в 1075 году подавить восстание против короля, известное как «Мятеж трёх графов», а также часто ссорился с церковью из-за юрисдикции шерифов. Своё положение он сохранил и при преемниках Вильгельма I Завоевателя, будучи важным чиновником во время правления Вильгельма II Рыжего, Урс был маршалом и королевским констеблем. Во время правления Генриха I он также упоминается в качестве королевского констебля.
Урс был известен своим стяжательством, а во время правления Вильгельма II считался вторым по жадности королевским чиновником после Ранульфа Фламбарда. Его сын унаследовал владения и должности отца, но позже был изгнан из-за убийства, в результате чего наследником Урса стали Бошаны из Элмли — предки графов Уорик.

### Шериф Вустершира

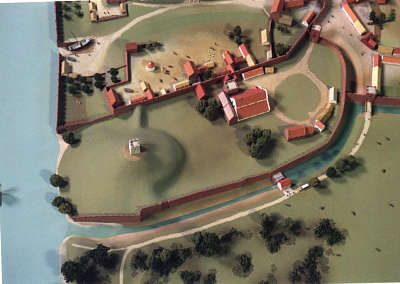
Современная реконструкция Вустерского замка периода середины XIII века

### Конфликты с епископами

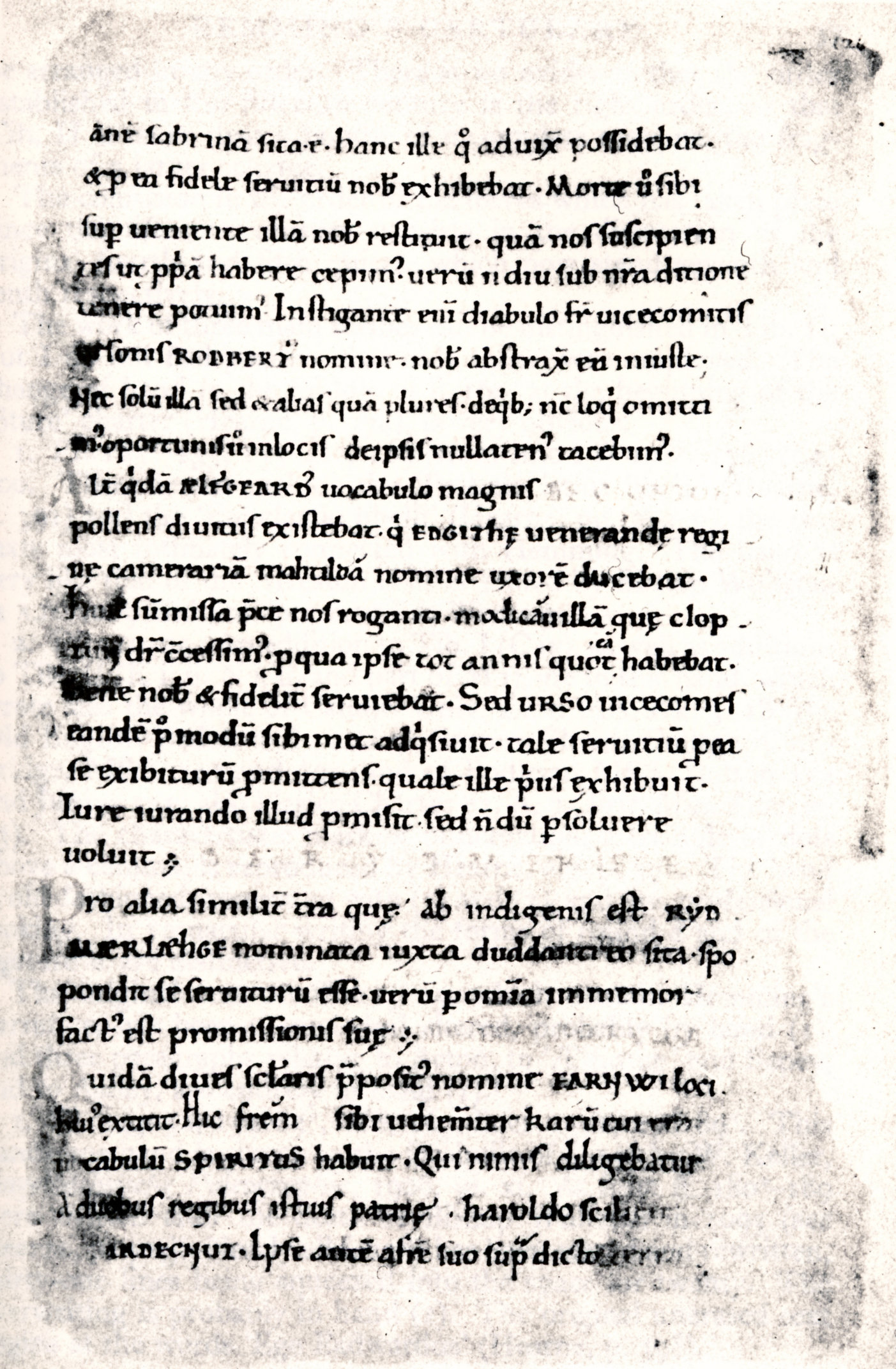
Страница «Картулярия Хемминга», описывающая вымогательства Урса д’Абето

### Владения Урса в 1086 году

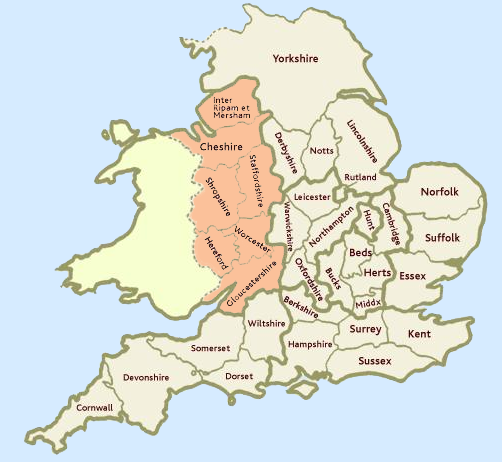
Вустершир и другие графства Западной Англии в 1086 году

## Смерть и наследство

Медведь и посох с зазубринами — геральдическая эмблема графов Уорик, возможно, связанная с их происхождением от Урса д’Абето. В ней используется аллюзия на его имя (на латыни урсус — медведь).